# Simon Carr
Simon Carr (Hereford, 29 augustus 1998) is een Brits wielrenner die anno 2025 rijdt voor Cofidis.

## Carrière
Als amateur won Carr in 2019 enkele wedstrijden in het Spaanse amateurcircuit. Daarnaast werd hij dat jaar onder meer tiende in de door Chris Harper gewonnen Ronde van Savoie-Mont Blanc. In het najaar mocht hij stage lopen bij Delko Marseille Provence en reed hij namens die ploeg onder meer de Arctic Race of Norway en de Ronde van Almaty. In augustus 2020 werd hij prof bij diezelfde ploeg. Zijn debuut maakte hij in de Trofeo Matteotti, die hij afsloot op plek 47. In de Ronde van Portugal eindigde hij op de negentiende plek, wat hem wel de beste jongere maakte. Een week later won hij de Prueba Villafranca door solo als eerste aan te komen in Ordizia.

## Belangrijkste overwinningen
2020
Jongerenklassement Ronde van Portugal
Prueba Villafranca de Ordizia
2021
Jongerenklassement Route d'Occitanie
2023
5e etappe Ronde van de Alpen
4e etappe Route d'Occitanie
5e etappe Ronde van Langkawi
Eindklassement Ronde van Langkawi
2024
Trofeo Calvià
4e etappe Ronde van de Alpen
Bergklassement Ronde van de Alpen

## Resultaten in voornaamste wedstrijden
| Jaar | Ronde van Italië | Ronde van Frankrijk | Ronde van Spanje |
| ---- | ---------------- | ------------------- | ---------------- |
| 2021 | 66e              |                     | opgave           |
| 2022 | opgave           |                     |                  |
| 2023 |                  |                     |                  |
| 2024 | opgave           |                     |                  |
| 2025 |                  |                     |                  |

| Jaar | Amstel Gold Race | Luik-Bast.‑Luik | Waalse Pijl | Clásica San Sebastián | Strade Bianche |
| ---- | ---------------- | --------------- | ----------- | --------------------- | -------------- |
| 2021 | 59e              | 131e            | 35e         | 15e                   | 11e            |
| 2022 |                  | opgave          | 108e        |                       |                |
| 2023 |                  |                 |             | opgave                |                |
| 2024 |                  |                 |             | opgave                |                |
| 2025 |                  |                 |             | 21e                   |                |

### Resultaten in kleinere rondes
| Jaar | UAE Tour | Parijs-Nice | Tirreno-Adriatico | Ronde van Catalonië | Ronde van Romandië | Ronde van Polen |
| ---- | -------- | ----------- | ----------------- | ------------------- | ------------------ | --------------- |
| 2021 |          |             | 39e               |                     |                    |                 |
| 2022 |          | opgave      |                   |                     |                    | 19e             |
| 2023 | 52e      |             |                   | 78e                 | opgave             |                 |
| 2024 | 20e      |             |                   |                     |                    |                 |

## Ploegen
- 2019 –  Delko Marseille Provence (stagiair vanaf 1 augustus)
- 2020 –  NIPPO DELKO One Provence (vanaf 1 augustus)
- 2021 –  EF Education-Nippo
- 2022 –  EF Education-EasyPost
- 2023 –  EF Education-EasyPost
- 2024 –  EF Education-EasyPost
- 2025 –  Cofidis

Areruya · Combaud · De Rossi · El Fares · Fedeli · Fernández · Filosi · Finetto · Grosu · Guérin · Jones · Kasperkiewicz · Leveau · Moreno · Navardauskas · Rochas · Schmidt · Šiškevičius · Trarieux · Carr (stagiair) · Delettre (stagiair) · Guichard (stagiair)
Arroyave Cañas · Barta · Beppu · Van den Berg · Bettiol · Bissegger · Caicedo · Camargo · Carr · Carthy · Cort · Craddock · Docker · El Fares · Van Garderen tot en met 21 juni · Guerreiro · Higuita · Hofland · Howes · Keukeleire · Langeveld · Morton · Nakane · Owen · Powless · Rutsch · Scully · Urán · Valgren · Whelan
Arroyave Cañas · Bettiol · Bissegger   · Caicedo · Camargo · Carr · Carthy · Cepeda (vanaf 1/8) · Chaves · Cort · Doull · Eiking · Guerreiro · Healy · Howes (tot 31/7) · Keukeleire · Kudus · Langeveld · Morton (tot 31/7) · Nakane · Padun · Piccolo (vanaf 1/8) · Powless · Quinn · Rutsch · Scully · Shaw · Steinhauser · Urán · Valgren · J. van den Berg · M. van den Berg · Wiśniowski
Amador · Bettiol · Bissegger   · Caicedo · Camargo · Carapaz · Carr · Carthy · Cepeda · Chaves · Cort · de Bod · Doull · Eiking · Healy · Honoré · Keukeleire · Kudus · Padun · Piccolo · Powless · Quinn · Rutsch · Scully · Shaw · Steinhauser · Urán · J. van den Berg · M. van den Berg · Wiśniowski · van der Lee (stagiair)
Amador · Beloki · Bettiol(tot 14/8) · Bissegger · Carapaz · Carr · Carthy · Cepeda · Chaves · Costa · de Bod · Doull · Healy · Honoré · Nerurkar · Piccolo(tot 21/6) · Powless · Quinn · Rafferty · Rootkin-Gray · Rutsch · Ryan · Shaw · Steinhauser · Sweeny · Todome · Urán · Valgren · van den Berg · van der Lee · Hlady (stagiair) · Lovidius (stagiair)
Allegaert · Aniołkowski · Aranburu · Buchmann · Carr · Coquard · De Gendt · Debeaumarché · Ferron · Finé · Fretin · Herrada · Izagirre · Izquierdo · Knight · Lastra · Maas · Mahoudo · Maisonobe · Moniquet · Oldani · Ourselin · Perez · Renard · Robeet · Samitier · Teuns · Thomas · Toumire · Touzé